# 拉亞
拉亞（的複數  , 亦可拼寫作raiya, raja, raiah, re'aya; 鄂圖曼土耳其語： ɾeˈʔaːjeː; 土耳其語： [ɾaːˈja] 或reaya; 與阿拉伯語rā'ī راعي有關聯），是指代鄂圖曼帝國內負税的社會底層成員。在鄂圖曼帝國早期，拉亞並未獲准參與軍事服役，直到十六世纪後穆斯林拉亞始有資格加入軍隊，但是（如此變革）對統治階層產生困擾感。
在穆斯林世界， 拉亞字面解是為處於統治者或權威治下的臣民之意，即與自稱為Askari（「軍人」）的鄂圖曼帝國統治階層相對的「被蓄牧者」（「羊羣」，其所產「羊毛」即税收便用作支持帝國的Askari）。在穆斯林米利特社區當中，拉亞是佔總人口的90%；拉亞在整體而言囊括了基督徒、猶太教徒和穆斯林，這些群體不單止被徵稅以支撐政權，也要效力「專業鄂圖曼人」的階層。而拉亞與統治階層間關係，是由所謂「正義圈」（Circle of Justice）來界定；而「正義圈」事實上是地方軍人與官僚，亦與Askari同樣屬於「稅收享受者」。不過在同時代及當代釋義中，其也與Dhimmi通用，專門指稱非穆斯林的臣民。

### 文獻
- Molly Greene, A Shared World: Christians and Muslims in the Early Modern Mediterranean, Princeton, 2000. ISBN 0-691-00898-1
- Peter F. Sugar, Southeastern Europe under Ottoman Rule, 1354-1804, series title A History of East Central Europe, volume V, University of Washington Press, 1983.  ISBN 0-295-96033-7.